# 塞兹河畔莫利耶尔
塞茲河畔莫利耶尔（法語：Molières-sur-Cèze，法語發音：[mɔljɛʁ syʁ sɛz]）是法国加尔省的一个市镇，位于该省北部，属于阿莱斯区。

## 地理
塞兹河畔莫利耶尔（44°15'37"N, 4°9'35"E）面积8.71 平方千米，位于法国奧克西塔尼大區加尔省，该省份为法国南部沿海省份，南端濒地中海，北起顺时针与阿尔代什省、沃克吕兹省、罗讷河口省、埃罗省、阿韦龙省和洛泽尔省接壤。
与塞兹河畔莫利耶尔接壤的市镇（或旧市镇、城区）包括：贝塞日、莱马日、梅拉讷、罗比亚克-罗什萨杜勒、圣昂布鲁瓦、圣让-德瓦莱里斯克勒。
塞兹河畔莫利耶尔的时区为UTC+01:00、UTC+02:00（夏令时）。

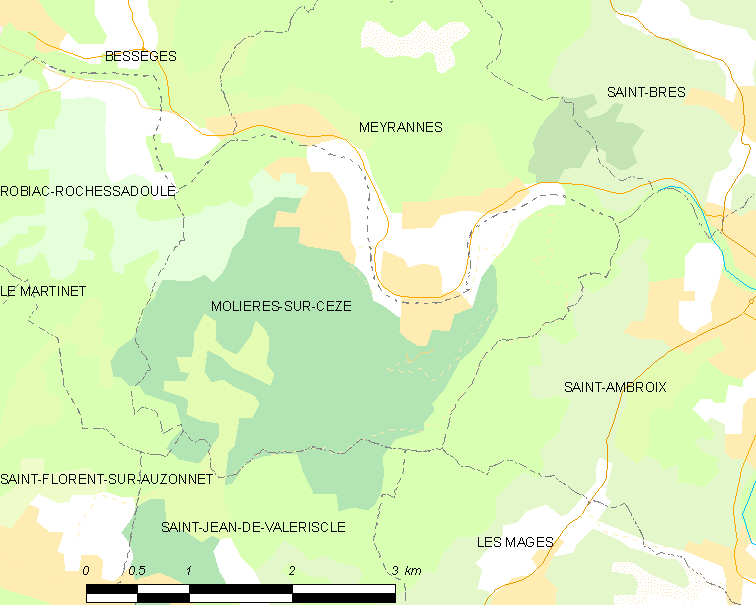
塞兹河畔莫利耶尔的OSM定位图

## 行政
塞兹河畔莫利耶尔的邮政编码为30410，INSEE市镇编码为30171。

## 政治
塞兹河畔莫利耶尔所属的省级选区为鲁松县。

## 人口

1962-2008年间塞兹河畔莫利耶尔人口变化图示

塞兹河畔莫利耶尔于2022年1月1日时的人口数量为1187人。